# Trophée Léo-Dandurand

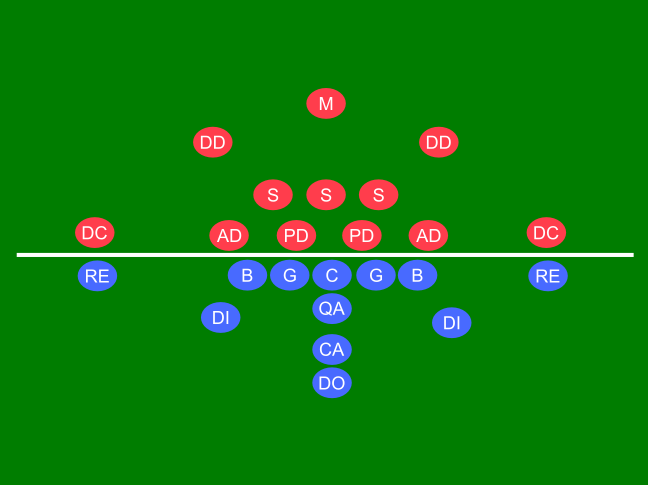
Postes sur un terrain de football canadien. En bleu, l'équipe en attaque et en rouge celle en défense

Le trophée Léo-Dandurand est un trophée de la Ligue canadienne de football remis annuellement au meilleur joueur de ligne offensive de la division Est.

## Description
Comme les autres trophées de la LCF, chaque équipe sélectionne un joueur pour le trophée. Par la suite, le vainqueur du trophée peut potentiellement gagner le trophée du meilleur joueur de ligne offensive de la LCF. Il est alors mis en compétition avec le vainqueur du trophée DeMarco-Becket, pendant du trophée Dandurand pour la division Ouest.
Le trophée porte le nom de Léo Dandurand, cofondateur des Alouettes de Montréal. Le trophée a été remis pour la première fois en 1975 alors que l'année précédente, le titre de meilleur joueur ligne offensive avait été décerné pour la première fois.
Les joueurs pouvant recevoir ce trophée jouent en tant que centres, bloqueurs ou gardes.

## Récipiendaires
La liste ci-dessous reprend le nom des vainqueurs du trophée par année avec leur équipe et leur poste, les joueurs en gras ayant remporté le titre pour l'ensemble de la LCF.
Pour la signification des abréviations, voir Glossaire des positions au football canadien.
- 1974 - Ed George (G), Alouettes de Montréal[2]
- 1975 - Dave Braggins (G), Alouettes de Montréal
- 1976 - Dan Yochum (BL), Alouettes de Montréal
- 1977 - Mike Wilson (BL), Argonauts de Toronto
- 1978 - Jim Coode (BL), Rough Riders d'Ottawa
- 1979 - Ray Watrin (G), Alouettes de Montréal
- 1980 - Vel Belcher (G), Rough Riders d'Ottawa
- 1981 - Vel Belcher (G), Rough Riders d'Ottawa
- 1982 - Rudy Phillips (G), Rough Riders d'Ottawa
- 1983 - Rudy Phillips (G), Rough Riders d'Ottawa
- 1984 - Dan Ferrone (G), Argonauts de Toronto
- 1985 - Dan Ferrone (G), Argonauts de Toronto
- 1986 - Miles Gorrell (BL), Tiger-Cats de Hamilton
- 1987 - Chris Walby (en) (BL), Blue Bombers de Winnipeg
- 1988 - Ian Beckstead (C), Argonauts de Toronto
- 1989 - Miles Gorrell (BL), Tiger-Cats de Hamilton
- 1990 - Chris Walby (BL), Blue Bombers de Winnipeg
- 1991 - Chris Walby (BL), Blue Bombers de Winnipeg
- 1992 - Rob Smith (en) (BL), Rough Riders d'Ottawa
- 1993 - Chris Walby (BL), Blue Bombers de Winnipeg
- 1994 - Shar Pourdanesh (en) (BL), CFLers de Baltimore
- 1995 - Mike Withycombe (en) (G), Stallions de Baltimore
- 1996 - Mike Kiselak (en) (C), Argonauts de Toronto
- 1997 - Mike Kiselak (C), Argonauts de Toronto
- 1998 - Uzooma Okeke (BL), Alouettes de Montréal
- 1999 - Uzooma Okeke (BL), Alouettes de Montréal
- 2000 - Pierre Vercheval (G), Alouettes de Montréal
- 2001 - Dave Mudge (en) (BL), Blue Bombers de Winnipeg
- 2002 - Bryan Chiu (C), Alouettes de Montréal
- 2003 - Scott Flory (G), Alouettes de Montréal
- 2004 - Uzooma Okeke (BL), Alouettes de Montréal
- 2005 - Scott Flory (G), Alouettes de Montréal
- 2006 - Scott Flory (G), Alouettes de Montréal
- 2007 - Dan Goodspeed (BL), Blue Bombers de Winnipeg
- 2008 - Scott Flory (G), Alouettes de Montréal
- 2009 - Scott Flory (G), Alouettes de Montréal
- 2010 - Marwan Hage (en) (C), Tiger-Cats de Hamilton
- 2011 - Josh Bourke (BL), Alouettes de Montréal
- 2012 - Josh Bourke (BL), Alouettes de Montréal
- 2013 - Jeff Keeping (en) (C), Argonauts de Toronto
- 2014 - Jeff Perrett (en) (BL), Alouettes de Montréal
- 2015 - SirVincent Rogers (en) (BL), Rouge et Noir d'Ottawa
- 2016 - Jon Gott (en) (LO), Rouge et Noir d'Ottawa
- 2017 - Sean McEwen (en) (LO), Argonauts de Toronto
- 2018 - Brandon Revenberg (en) (G), Tiger-Cats de Hamilton
- 2019 - Chris Van Zeyl (en) (BL), Tiger-Cats de Hamilton
- 2020 - Saison annulée
- 2021 - Brandon Revenberg (G), Tiger-Cats de Hamilton
- 2022 - Brandon Revenberg (G), Tiger-Cats de Hamilton[3]
- 2023 - Dejon Allen (en) (BL), Argonauts de Toronto[4]
- 2024 - Ryan Hunter (en) (LO), Argonauts de Toronto[5]